# Reichsverband Deutscher Zentrumsstudenten
Der Reichsverband Deutscher Zentrumsstudenten (RDZ) war der offizielle Hochschulableger der Deutschen Zentrumspartei in der Weimarer Republik. Er vertrat die bildungs- und hochschulpolitische Linie seiner Mutterpartei und trat insbesondere für die politische Neutralität des Dachverbands Deutsche Studentenschaft (DSt) ein.
Der Reichsverband war überwiegend an den katholisch geprägten rheinischen und süddeutschen Universitäten vertreten, blieb aber – wie die meisten anderen politischen Studentenverbände jener Zeit – zahlenmäßig schwach, da parteipolitisches Engagement weithin als „unakademisch“ galt. Aus diesem Grund wurde der RDZ auch von den mitgliederstarken katholischen Verbindungen (insbesondere vom CV) zum Teil scharf bekämpft. 
Zudem gab es neben dem Reichsverband noch eine kleinere und eher linksliberal orientierte Arbeitsgemeinschaft republikanischer Zentrumsstudenten, die mit dem Reichsbund Deutscher Demokratischer Studenten und der Sozialistischen Studentenschaft im Republikanischen Studentenkartell zusammenarbeitete. 
Als die rechtsdominierte DSt 1927/28 ihre staatliche Anerkennung verlor, beteiligte sich die Arbeitsgemeinschaft an der Gegengründung des „Deutschen Studenten-Verbandes“, während der RDZ auch weiterhin die DSt unterstützte.
Nach der Machtergreifung der Nationalsozialisten mussten beide Fraktionen ihre Arbeit einstellen.